# Melisa
Melisa nebo též Melissa je ženské křestní jméno. Jméno má řecký původ (melissa), znamená včela. Bylo to jméno nymfy, která se starala o mladého Dia. Další podobou jména je Melita.
Melisa (resp. Melissa) je též latinské označení meduňky lékařské z čeledi hluchavkovitých.

## Domácké podoby
Melka, Meliska, Lisa, Melitka, Meluška, Melinka

## Známé nositelky jména
- Melita Tóthová – slovenská moderátorka
- Melissa Joan Hartová – americká herečka
- Melissa Gilbert – americká herečka
- Melissa McKnight – americká modelka
- Melissa George – americká herečka
- Melissa Etheridge – americká písničkářka
- Missy Crider – americká modelka
- Melissa Block – americká novinářka
- Melissa Manchester – americká písničkářka
- Melisa Sözen – turecká herečka